# DAPI
El DAPI (4′,6-diamidino-2-fenilindol) és un colorant fluorescent que tenyeix el material genètic. S'utilitza comunament en microscòpia de fluorescència per tenyir els nuclis cel·lulars.

## Història
El DAPI va ser sintetitzat per primera vegada el 1971 al laboratori d'Otto Dann com a part de la recerca per trobar un medicament per la tripanosomosi africana. Tot i no ser útil com a tractament, durant la seva caracterització es va observar que s'unia fortament a l'ADN i que, un cop unit, augmentava la seva fluorescència. Gràcies a això, va ser usat per a identificar ADN mitocondrial el 1975, el primer registre d'ús del DAPI com a marcador d'ADN.

## Unió a l'ADN
El DAPI s'uneix al solc petit de la doble hèlix de l'ADN, especialment en regions riques en parells d'adenina i timina (A-T).

## Propietats fluorescents
El DAPI unit a una cadena bicatenària d'ADN té 20 vegades més fluorescència que aïllat. Té una absorbància màxima a 358 nm (ultraviolat) i una emissió màxima a 461 nm (blau). Per tant, en un microscopi de fluorescència, el DAPI s'excita amb llum ultraviolada i es detecta amb un filtre de blau/cian.
L'emissió blava del DAPI és particularment útil en histologia, ja que permet usar-lo en conjunt amb altres marcadors fluorescents de diferent color, com el verd (GFP i YFP) i el vermell (rodamina). Hi ha cert encavalcament d'emissió entre el DAPI i les proteïnes fluorescents verdes.

## Toxicitat
El DAPI pot travessar la membrana plasmàtica de les cèl·lules. Per tant, es pot fer servir per tenyir nuclis de cèl·lules fixades i cèl·lules vives. Així i tot, els mecanismes d'homeòstasi dificulten la tinció de cèl·lules vives, i per això s'ha d'usar una concentració de DAPI molt més elevada. El DAPI s'ha de manipular amb les mesures de seguretat adequades perquè és una molècula petita amb la propietat d'unir a l'ADN.